# Channichthys rugosus
Channichthys rugosus är en fiskart som beskrevs av Regan, 1913. Channichthys rugosus ingår i släktet Channichthys och familjen Channichthyidae. Inga underarter finns listade i Catalogue of Life.